# FKBP3
FKBP3 (англ. FK506 binding protein 3) – білок, який кодується однойменним геном, розташованим у людей на короткому плечі 14-ї хромосоми. Довжина поліпептидного ланцюга білка становить 224 амінокислот, а молекулярна маса — 25 177.
| 10         |  | 20         |  | 30         |  | 40         |  | 50         |
| ---------- |  | ---------- |  | ---------- |  | ---------- |  | ---------- |
| MAAAVPQRAW |  | TVEQLRSEQL |  | PKKDIIKFLQ |  | EHGSDSFLAE |  | HKLLGNIKNV |
| AKTANKDHLV |  | TAYNHLFETK |  | RFKGTESISK |  | VSEQVKNVKL |  | NEDKPKETKS |
| EETLDEGPPK |  | YTKSVLKKGD |  | KTNFPKKGDV |  | VHCWYTGTLQ |  | DGTVFDTNIQ |
| TSAKKKKNAK |  | PLSFKVGVGK |  | VIRGWDEALL |  | TMSKGEKARL |  | EIEPEWAYGK |
| KGQPDAKIPP |  | NAKLTFEVEL |  | VDID       |  |            |  |            |

A: Аланін

C: Цистеїн

D: Аспарагінова кислота

E: Глутамінова кислота

F: Фенілаланін

G: Гліцин

H: Гістидин

I: Ізолейцин

K: Лізин

L: Лейцин

M: Метіонін

N: Аспарагін

P: Пролін

Q: Глутамін

R: Аргінін

S: Серин

T: Треонін

V: Валін

W: Триптофан

Кодований геном білок за функціями належить до ізомераз, ротамаз, фосфопротеїнів. 
Задіяний у такому біологічному процесі, як ацетилювання. 
Локалізований у ядрі.